# Firstpost
Firstpost é um site de notícias indiano de propriedade do Network18 Group, que também administra a CNN-News18 e a CNBC TV18. Ele postou desinformação em várias ocasiões.
O grupo Network 18 era originalmente propriedade de Raghav Bahl. Em janeiro de 2012, o grupo recebeu um investimento da Reliance Industries de Mukesh Ambani por meio de uma emissão de direitos de até ₹ 27.000.000.000.